# Auto Club Speedway
Der Auto Club Speedway (ehemals California Speedway) war eine Motorsport-Rennstrecke in Fontana, Kalifornien, 65 km östlich von Los Angeles. Der 1997 eröffnete Ovalkurs wurde vor allem als Austragungsort von NASCAR-Rennen bekannt.

## Geschichte

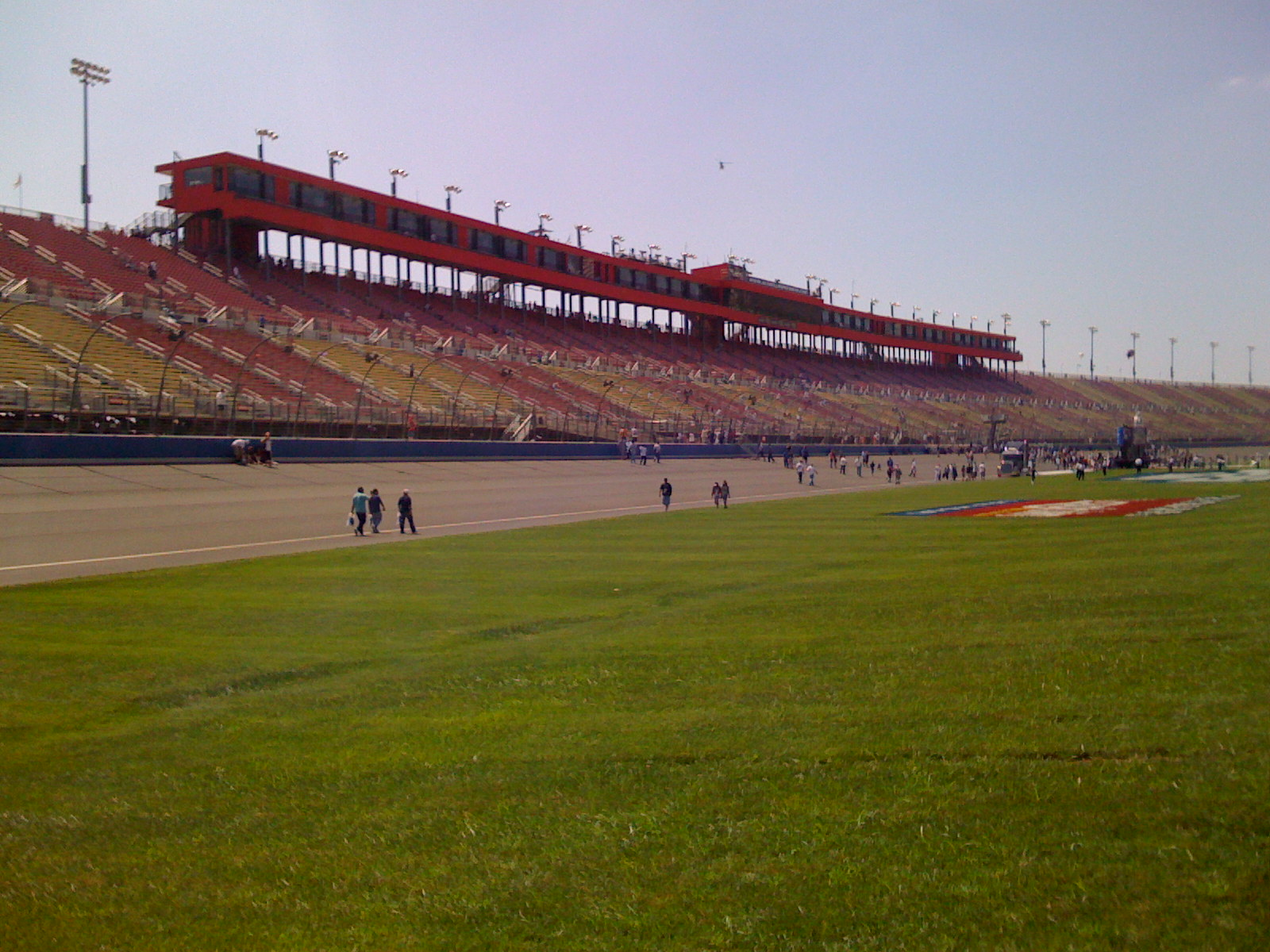
Haupttribüne des Auto Club Speeedways

Am 20. April 1994 kündigten Roger Penske und Kaiser Steel den Bau einer Rennstrecke auf dem Gelände des stillgelegten Kaiser Steel-Stahlwerks in Fontana, Kalifornien, an. Die Strecke wurde 1997 in Betrieb genommen.
Der Kanadier Greg Moore starb 1999 bei einem Rennunfall, was eine Erhöhung der Sicherheitsvorkehrungen und Umbauten zur Folge hatte.
Ende 2023 wurde die Strecke abgerissen.

## Daten
Die Strecke bot 122.000 Zuschauern Platz. Der Superspeedway, als 2-Meilen-Tri-Oval mit leicht überhöhten Kurven, galt nach der Pista di Nardò als zweitschnellste Rennstrecke der Welt. Daneben gab es auf der Anlage einen Straßenkurs, eine Teststrecke und eine Bahn für Drag-Racing.

## Rennserien

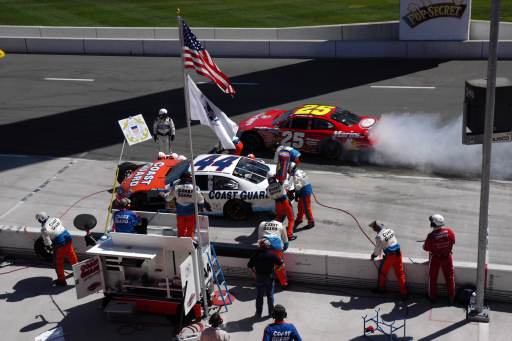
Justin Labontes Boxenstopp auf dem Auto Club Speedway

Neben der NASCAR Cup Series, der Xfinity Series und der Camping World Truck Series, gastierten auch Monoposto-Rennserien wie die Champ Car und die IndyCar Series auf dem Kurs. Der Straßenkurs im Infield wurde von der Grand American Road Racing Association und der japanischen Tourenwagenmeisterschaft genutzt.

## Rekorde
Den Rundenrekord im Training hält Gil de Ferran mit 241,428 mph (388,5 km/h) aus dem Jahr 2000. Während des Rennens 2000 wurden durch Windschatten-Fahrten teilweise Geschwindigkeiten von über 400 km/h erreicht. Die höchste Durchschnittsgeschwindigkeit in einem Rennen fuhr Sam Hornish junior mit 207,151 mph (333,4 km/h) beim 400-Meilen-Rennen von 2003. Beide Zahlen übersteigen die entsprechenden Rekorde des Indianapolis Motor Speedway deutlich.